# Brachiodontyzm
Brachiodontyzm – w klasyfikacji uzębienia ssaków oznacza zęby o stosunkowo ograniczonym procesie wzrostu, niskiej i szerokiej koronie. Występuje u większości ssaków. Przeciwieństwem jest uzębienie hypsodontyczne.